# Grosse’sche Buchhandlung

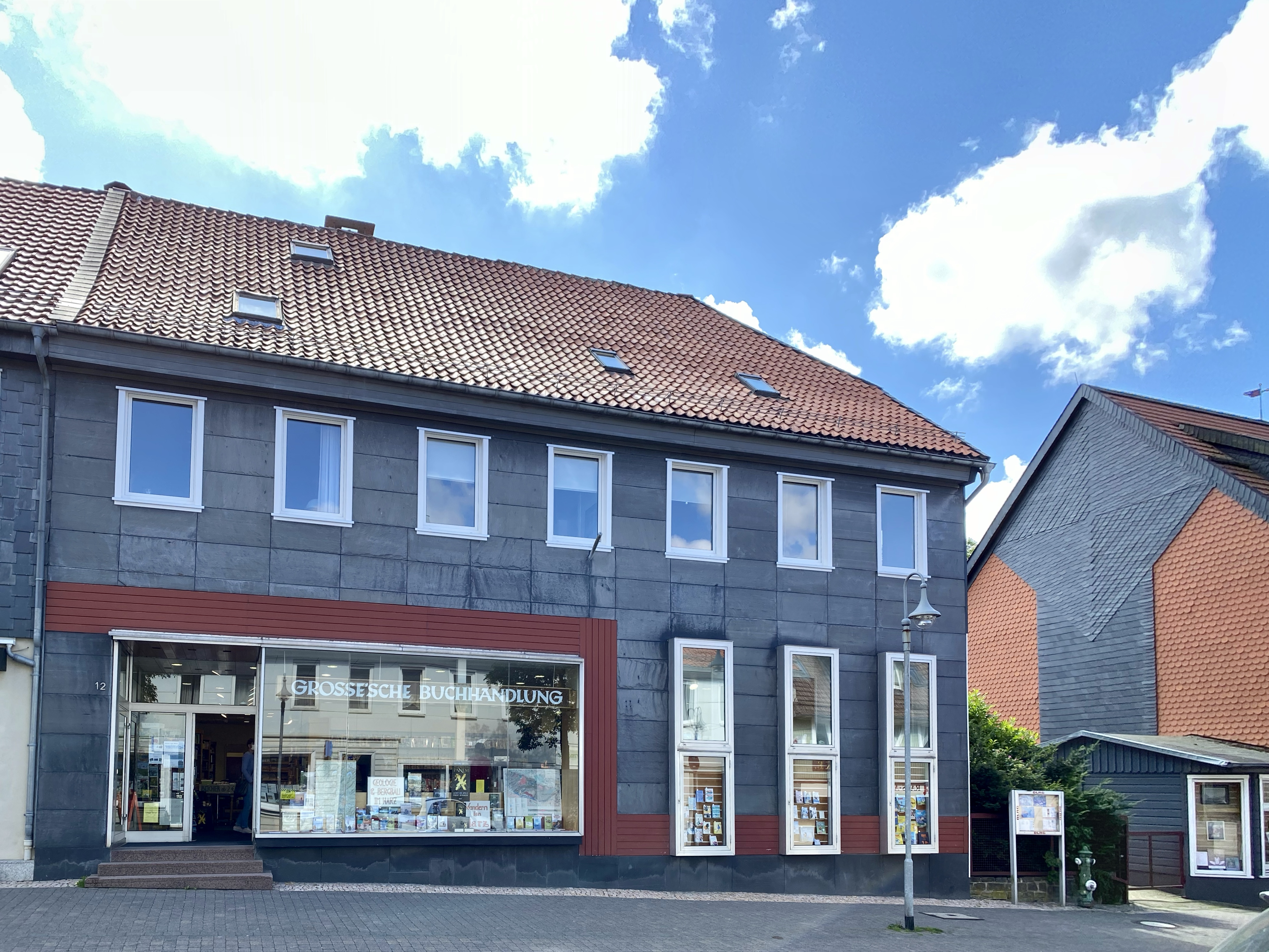
Grosse’sche Buchhandlung in Clausthal-Zellerfeld

Die Grosse’sche Buchhandlung ist eine 1829 gegründete und seit 1854 unter diesem Namen bestehende Buchhandlung mit gleichnamigem Verlag, der im 19. Jahrhundert vor allem auf Bergbauliteratur spezialisiert war. Sie dient als Fachbuchhandlung für Technik, Naturwissenschaften und Harzliteratur und hat ihren Sitz in der Adolph-Roemer-Straße 12 in Clausthal-Zellerfeld. Seit 2024 ist die Buchhandlung Teil der Thalia-Gruppe.

## Geschichte
Friedrich Wilhelm Adolf Schweiger, Inhaber der Clausthaler Buchdruckerei gründete zusätzlich unter seinem Familiennamen 1829 eine Buchhandlung und einen Verlag in Clausthal. Die Schweiger’sche Buchhandlung wurde von Schweigers Gehilfen Hermann Grosse übernommen und seit 1. Januar 1854 unter dem heutigen Namen betrieben. Die ersten Annoncen warben aber auch besonders für Musiknoten und Schreibbedarf. Der Verlag wurde noch eine Zeitlang weitergeführt, ehe er an die Piepersche Druckerei und Verlagsanstalt abgegeben wurde.
1859 wurde der Sitz der Buchhandlung an seinen heutigen Standort verlegt; seinerzeit Goslarsche Straße 199, heute Adolph-Roemer-Straße 12. Sie war fast immer die einzige nennenswerte Buchhandlung im Oberharz und hatte durch die Bergakademie und durch das Oberbergamt stets eine zuverlässige und anspruchsvolle Kundschaft. So erwarb sie sich u. a. durch die Herausgabe von Karten und bergmännischer Literatur über den Oberharz einen überregionalen Ruf.
Nach dem Tod Hermann Grosses im Jahr 1880 führte zunächst Wilhelm Danert die Buchhandlung weiter. Anscheinend bewährte sich dieser in diesem Geschäft nicht, so dass die Familie Hermann Grosses Sohn Hermann Grosse jun. aus Riga zurück in den Harz rief. Obwohl nun auch Wettbewerber vor Ort auftauchten, konnte Hermann Grosse jun. das Geschäft recht erfolgreich leiten. Um 1900 wurden die Geschäftsräume deutlich erweitert. 1944 verkaufte Hermann Grosse jun. die Buchhandlung an seinen Enkel Hellmut Grosse.
Vorteilhaft nach den sehr schwierigen Kriegs- und Nachkriegsjahren war dann spätestens nach der Währungsreform der Aufstieg der Bergakademie zur TU Clausthal 1968 und der damit einhergehende Anstieg der wissenschaftlichen Publikationen ab etwa 1953. Weitere Umbauten und Erweiterungen erfolgen in den Jahren 1976/77, 1991 und 2001. Die Buchhandlung wurde von Hellmut Grosses Sohn Stefan Grosse in fünfter Generation geleitet.
Zum 1. März 2024 wurde die Buchhandlung von der Handelskette Thalia übernommen und am 7. März 2024 als Thalia-Filiale eröffnet.

## Verlagsveröffentlichungen (Auswahl)
- C. Prediger: Karte vom nordwestlichen Oberharze. 1851.
- Bruno Kerl: Die Oberharzer Hüttenprocesse zur Gewinnung von Silber, Kupfer, Blei und arseniger Säure mit besonderer Berücksichtigung des Vorkommens und der Aufbereitung der Erze. 2. Auflage, 1860.
- Alfred Dumreicher: Gesammtüberblick über die Wasserwirthschaft des nordwestlichen Oberharzes. 1868.
- Oscar Hoppe: Die Bergwerke, Aufbereitungs-Anstalten und Hütten, sowie die technisch-wissenschaftlichen Anstalten Wohlfahrts-Einrichtungen pp. im Ober- und Unter-Harz. 1883. (Digitalisat)
- Stammbaum von den hüttenmännischen Ausführungen auf der Silberhütte bei St. Andreasberg. 3. Aufl., 1888.
- W. Hampe: Tafeln zur qualitativen chemischen Analyse. 3. Aufl., 1893.
- Festschrift zur 31. Jahresversammlung des Harzvereins für Altertum und Geschichte. 1898.